# Joy Hester
Joy St Clair Hester (Melbourne, 21 de agosto de 1920-Prahran, 4 de diciembre de 1960) fue una artista australiana, miembro del movimiento artístico Angry Penguins y del Círculo de Heide, que desempeñó un papel integral en el desarrollo de la vanguardia australiana.  Es conocida por sus dibujos a tinta, que han sido descritos como «audaces» y «expresivos», caracterizados por una conciencia de la mortalidad debido a la muerte de su padre durante su infancia, la amenaza de la guerra y su experiencia personal con la enfermedad de Hodgkin. De su producción plástica destacan las series Face, Sleep, y Love (1948–49), así como su serie  posterior, The Lovers (1956–58).

## Biografía

### Infancia y juventud
Nació el 21 de agosto de 1920 y se crío en Elwood, Victoria. Sus padres, Robert y Louise Hester, fueron de clase media. Robert murió de un ataque al corazón cuando Hester tenía doce años. Estudió arte desde temprana edad y fue alumna de St Michael's Grammar School de 1933 a 1937. A los 17 años, se matriculó en arte comercial en la Escuela Técnica de Brighton durante un año antes de asistir a la Escuela de Arte de la Galería Nacional de Victoria en Melbourne. Su plan de estudios se basó en los medios y la práctica de arte tradicionales, sin embargo, aprovechó la oportunidad para liberarse de las restricciones formales. En 1938, ganó el premio Drawing Head from Life de la Escuela de Arte de la Galería Nacional de Victoria. Tomar clases tanto en la escuela de Diseño como en la escuela de Pintura y Vida le otorgó un reconocimiento temprano a su obra. Su trabajo durante este tiempo, aunque ligada a la tradición, se ocupó de la sombra y el sombreado tonal, y las relaciones entre la oscuridad y la luz.

### El Círculo de Heide

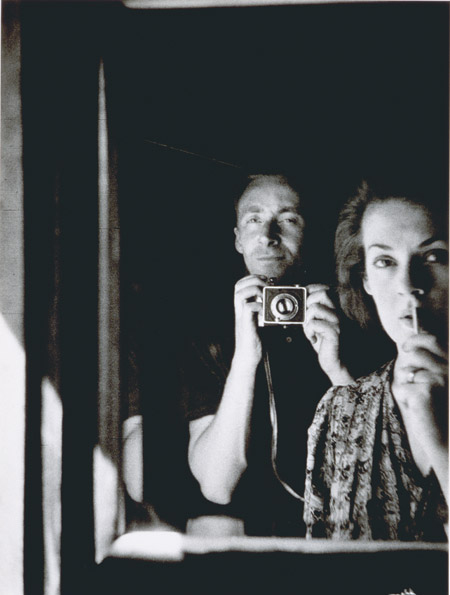
Hester junto a Albert Tucker en 1939.

En 1938,  Hester conoció al artista Albert Tucker con quien convivió de forma intermitente en East Melbourne. Ese mismo año participó en la fundación de la Sociedad de Arte Contemporáneo, exhibiendo sus obras junto a otros miembros. En 1939 conoció a la mecenas de arte de Melbourne Sunday Reed durante la exposición Herald, que había llevado obras de arte británicas y francesas a Australia por primera vez. Hester acudía regularmente a la casa propiedad de Sunday y su esposo John Reed, denominada Heide, donde el matrimonio organizaba reuniones de jóvenes artistas, como Sidney Nolan, Arthur Boyd, Charles Blackman, John Perceval y Danila Vassilieff, pasando a formar parte de lo que se llamó el Círculo de Heide. El Círculo de Heide funcionó como una extensión del colectivo Angry Penguins, que además, editaba la revista del mismo nombre, siendo Hester la única mujer en publicar una obra en sus páginas.
Una de sus obras más significativas de esta época fue Nude Study («Estudio de desnudos», c. 1939-1941). Fue la primera vez que usó las líneas negras «audaces» y «fluidas», por las que hoy es reconocida.
A principios de la década de los años 1940, sus obras comenzaron a representar el ambiente de la vida cotidiana, especialmente a través de dibujos a tinta de escenas callejeras y trabajadores de fábricas, influidas por los trabajos de la artista Ailsa O'Connor, quien mostraba preocupaciones similares en su obra. Hester también se sintió atraída por el trabajo de Vassilieff, por sus puntos de vista filosóficos sobre cómo el arte y la vida no pueden separarse.
A mediados de la década de los años 1940, abandonó su interés por la pintura al óleo para concentrarse únicamente en la acuarela y las tintas. Su enfoque se desplazó hacia el motivo del rostro humano, específicamente la expresión de los ojos. Usando trazos de tinta mínimos y asertivos, representó sus figuras con intensidad emocional. A Frightened Woman (1945) sirvió como un punto fundamental para establecer el estilo y los medios de Hester en el futuro. Las obras de Hester tenían como objetivo capturar el horror psicológico de la Segunda Guerra Mundial.
Hester y Tucker se casaron en 1941. Cinco años después, Hester dio a luz a un hijo, Sweeney Reed (1944–1979). En 1947, cuando Sweeney tenía tres años, a Hester se le diagnosticó linfoma de Hodgkin terminal. Creyendo que solo le quedaban dos años de vida, decidió mudarse a Sídney para vivir con el artista de Melbourne Gray Smith, y entregó a su hijo al cuidado de John y Sunday Reed, quienes posteriormente lo adoptaron. La enfermedad tuvo un fuerte impacto en el trabajo de Hester y dejó una marca indeleble, cargándola de contenido emocional. Durante este período, produjo los dibujos que se convirtieron en parte de su notable serie Face, Sleep y Love. Estas obras se exhibieron junto con la poesía de Hester en 1950 en su primera exposición individual en la Galería del club de lectura de Melbourne.

### Última etapa
Realizó dos exposiciones individuales posteriores en 1955 y 1956, pero tuvo dificultades para vender sus obras. Por lo general, trabajaba a pequeña escala en tinta negra y aguada, sin embargo, el modernismo australiano favorecía las grandes pinturas al óleo, como las de Nolan. El trabajo de Hester no obtuvo el mismo reconocimiento que recibieron sus compañeros varones, y los críticos lo desestimaron por resultar «angustioso».
La serie The Lovers (1956-1958) fue indicativa de su estilo expresivo y maduro. También publicó poesía y usó sus dibujos para ilustrar sus palabras.
Hester y Smith tuvieron un hijo, Peregrine, en 1951, y una hija, Fern, en 1954. La pareja se casó en 1959. Después de un período de remisión, sufrió una recaída del linfoma de Hodgkin en 1956 y murió el 4 de diciembre de 1960, a la edad de 40 años. Fue enterrada en el cementerio de Box Hill en una tumba sin nombre, a instancia suya.

## Legado
John y Sunday Reed organizaron una exposición conmemorativa del trabajo de Hester en 1963. En 1978, una calle en el suburbio de Chisholm en Canberra fue nombrada Hester Place en su honor. En 1981, Janine Burke, biógrafa de Hester, curó la primera gran retrospectiva en la Galería Nacional de Victoria. La vida y obra de Hester fue objeto de un documental, The Good Looker, en 1995. En 1999 se erigió una placa en el cementerio de Box Hill en honor a la contribución de Hester a las artes. Al realizar una reseña sobre su trabajo para Time en 2001, Michael Fitzgerald escribió: «Cuarenta y un años después de su muerte, los dibujos de Hester aún absorben el oxígeno del aire, proporcionando algunas de las imágenes más claras del arte australiano». En 2018, su serie de obras Love y The Lovers se presentó en una exhibición conjunta con Patricia Piccinini en el Museo de Arte TarraWarra. Piccinini reconoció a Hester como una gran influencia en su propia práctica; declarando: «Me encanta la forma en que su pintura, especialmente aquellas con rasgos fusionados, son a la vez surrealistas y figurativas. Estoy realmente interesada en las representaciones de amor e intimidad en mi propio trabajo, por lo que encuentro el enfoque de Hester muy inspirador».
Se han escrito dos obras sobre su vida: Joy de Christine Croyden, y Hester de Wendy Beckett.